# Netsuke

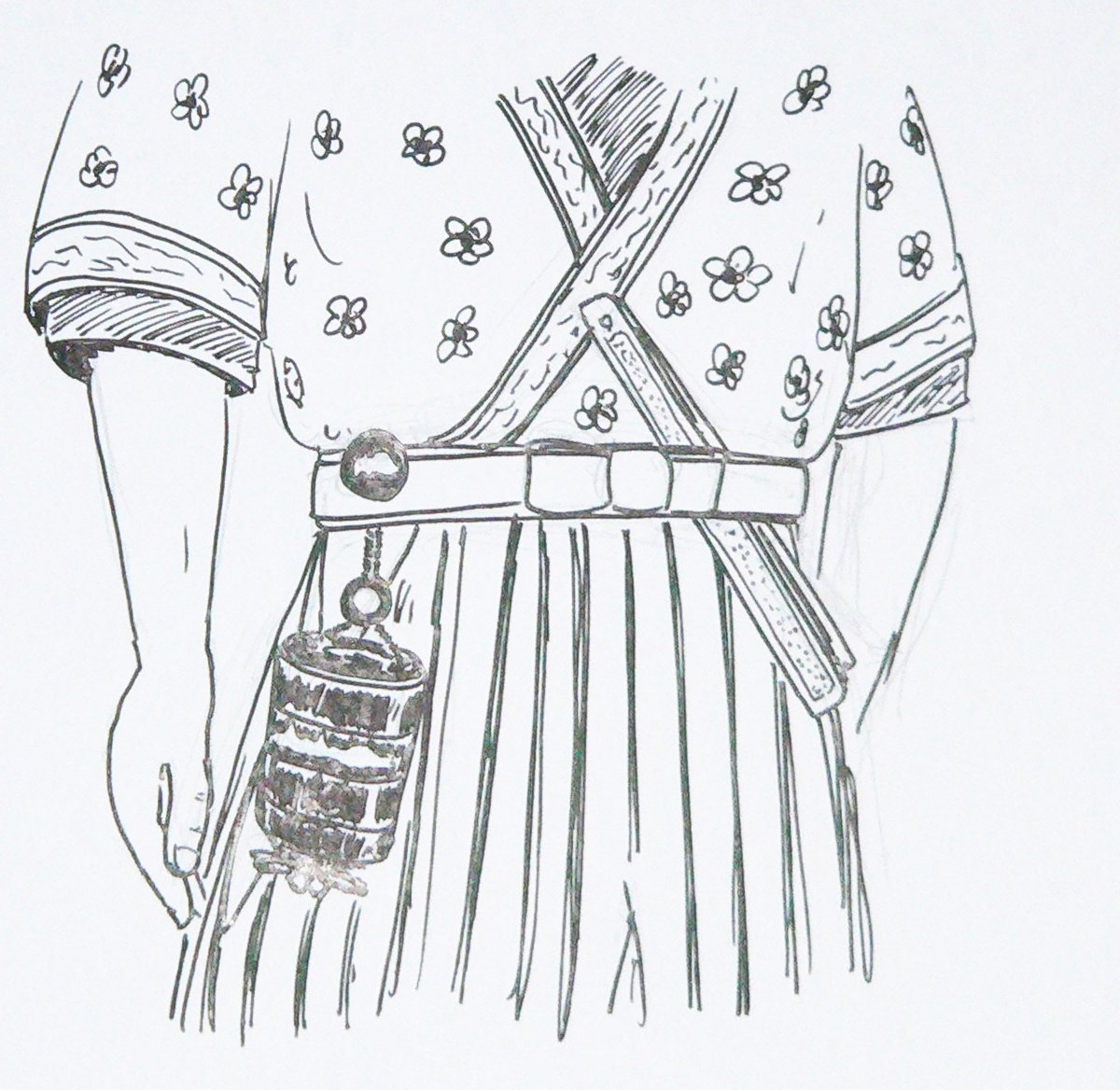
Netsuke

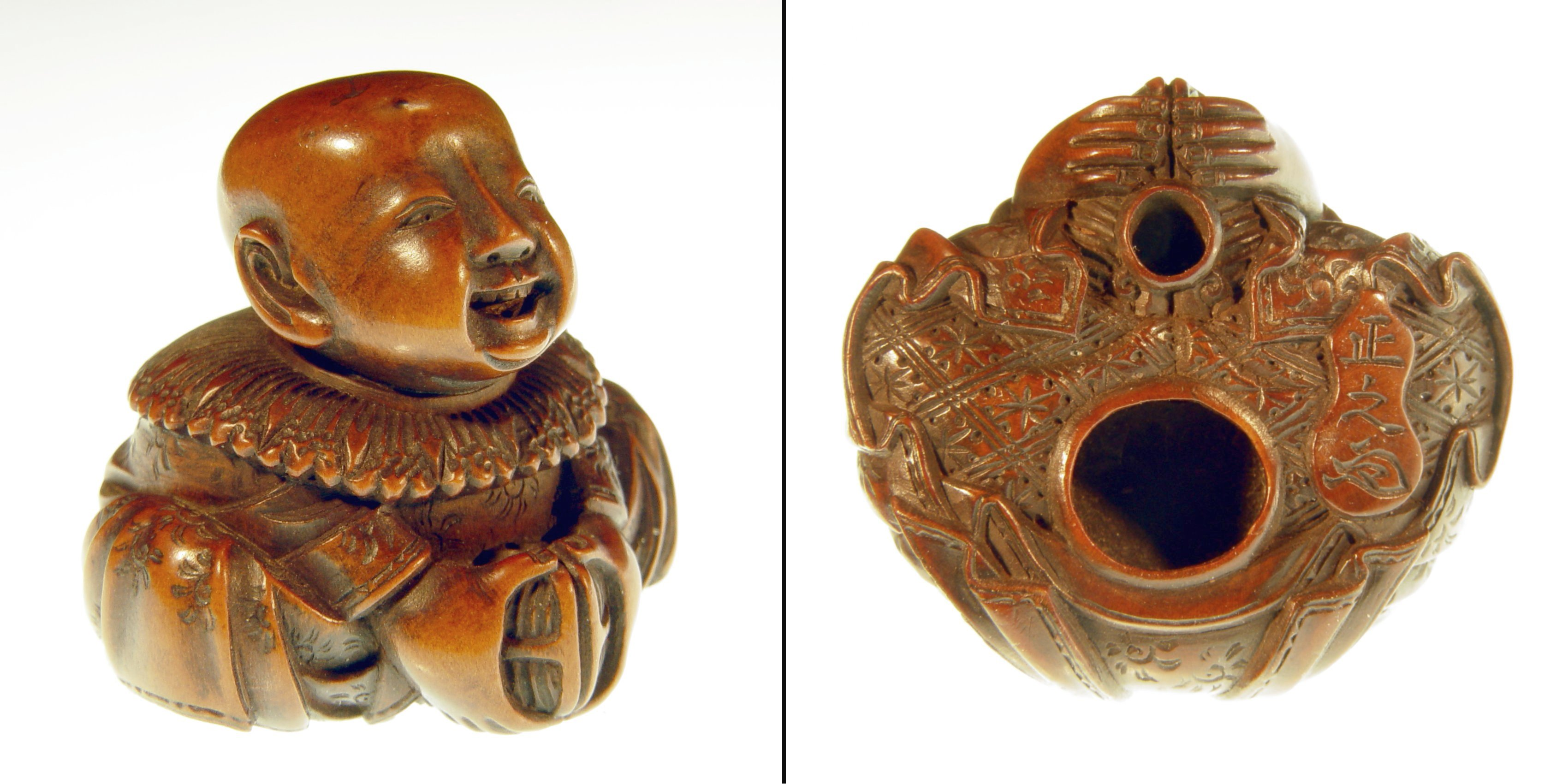
Katabori Netsuke

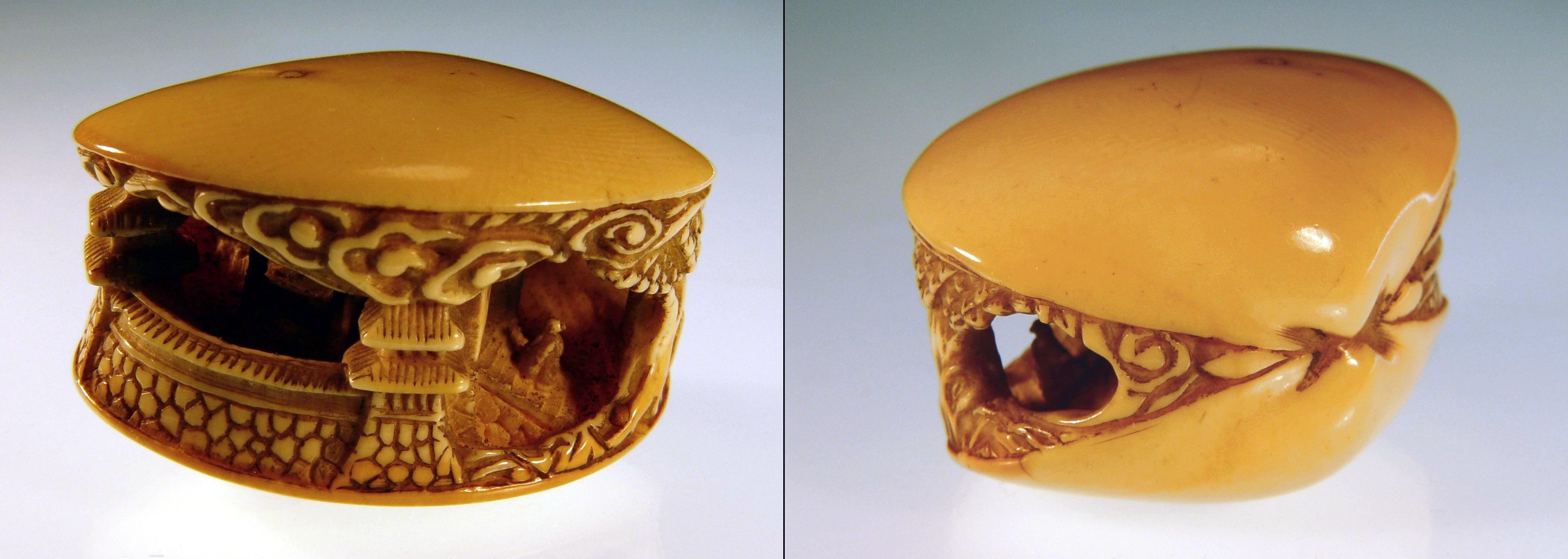
Anabori Netsuke

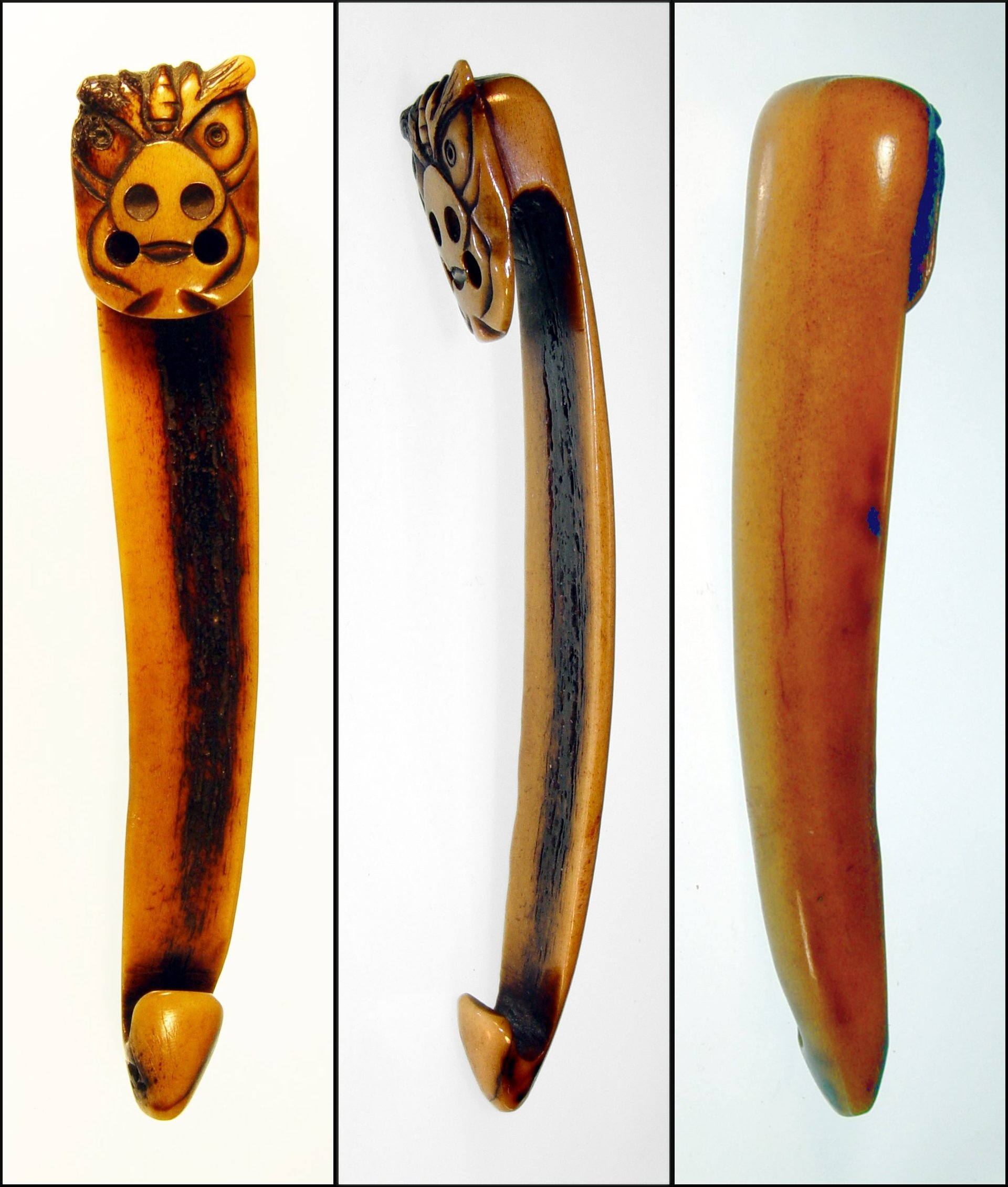
Sashi Netsuke

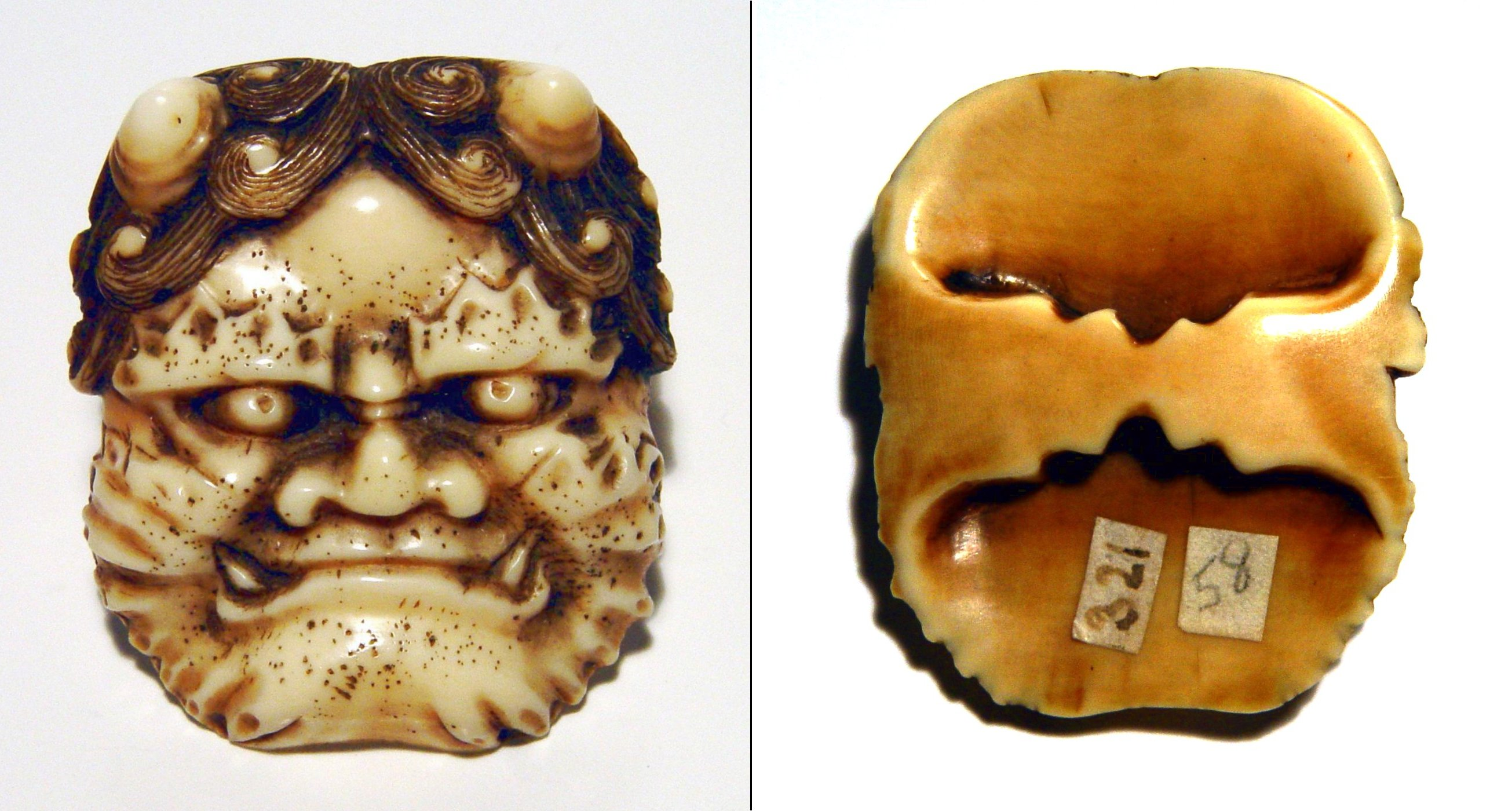
Masker Netsuke

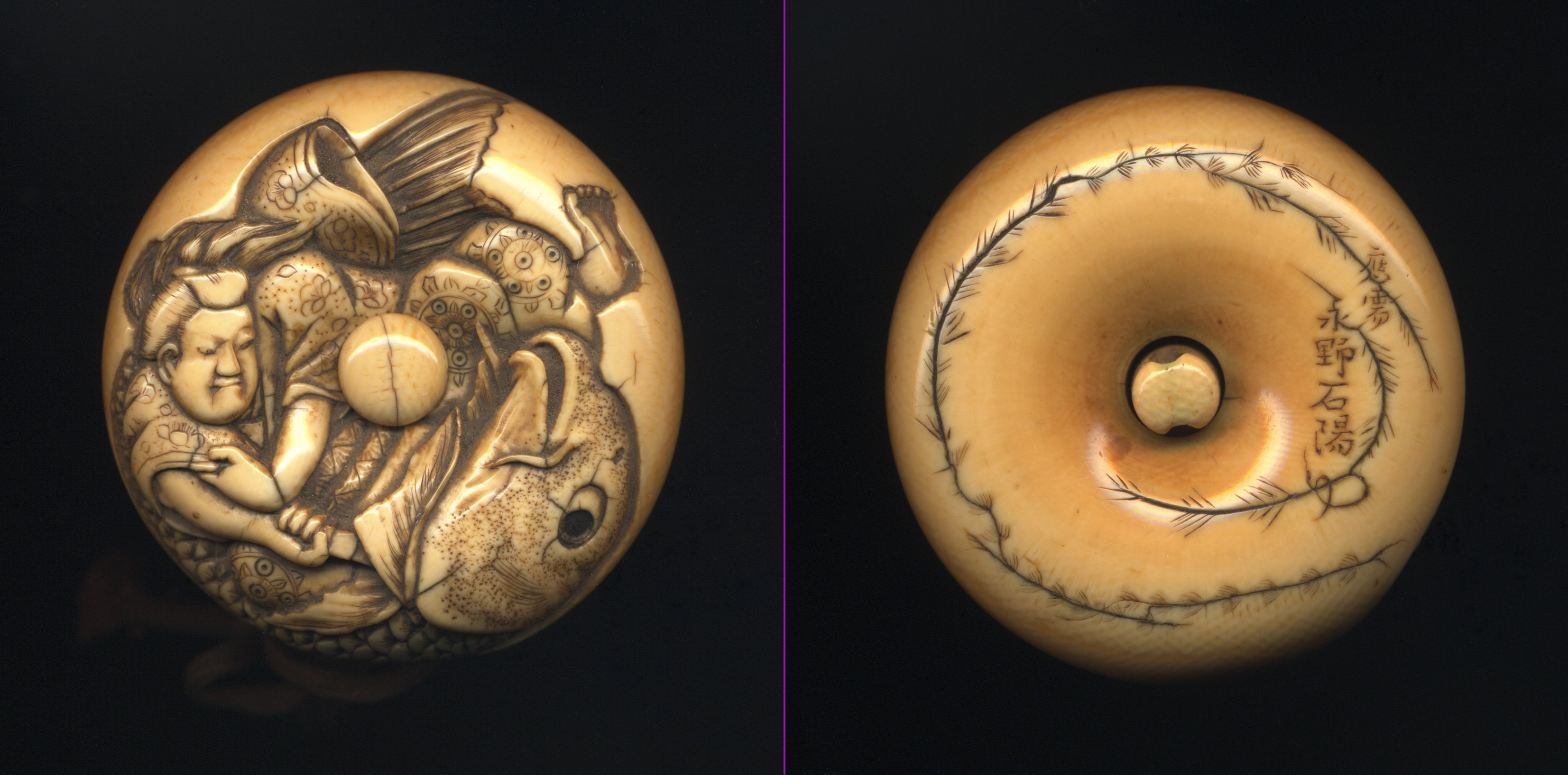
Manju Netsuke

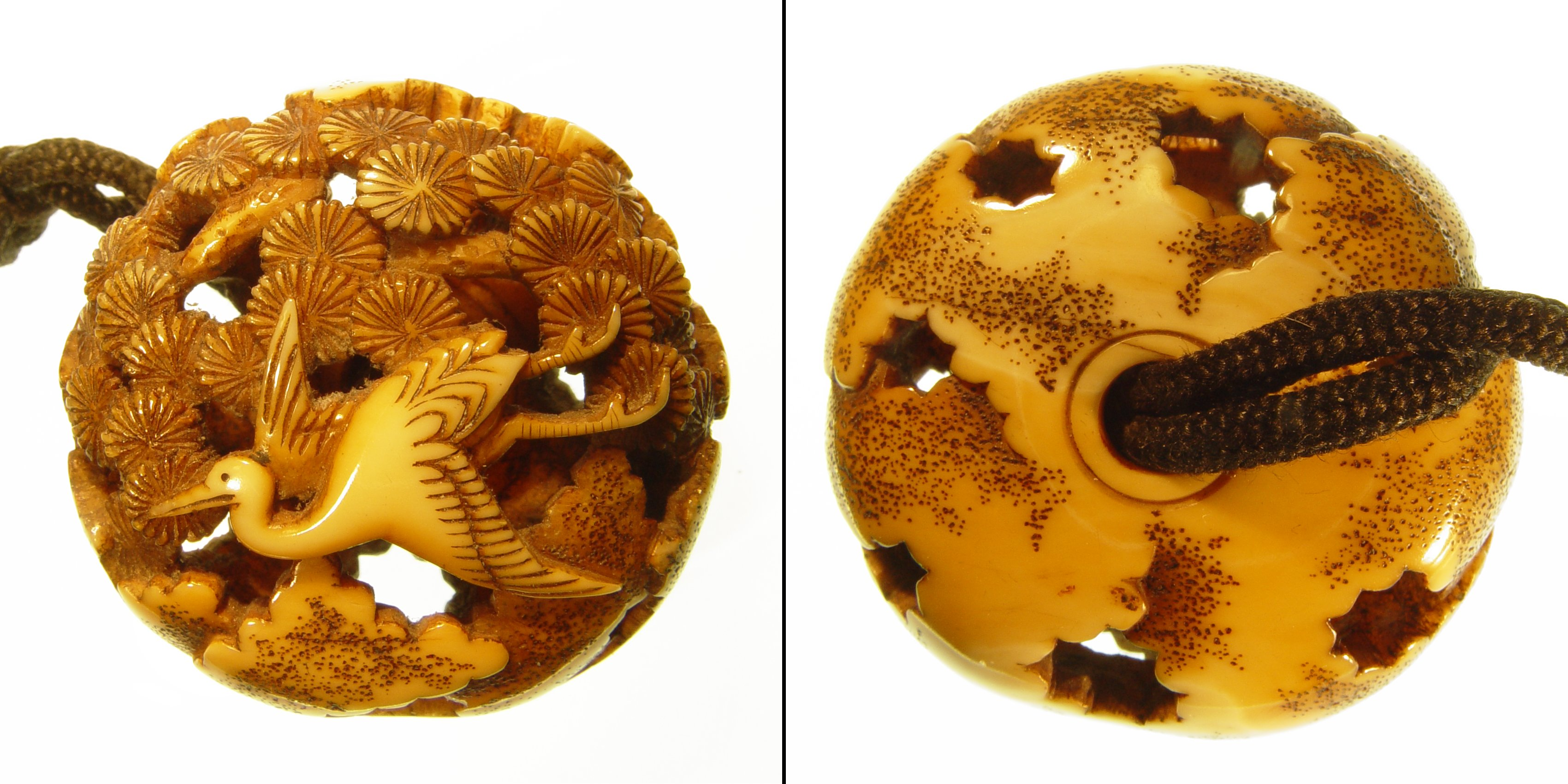
Ryusa Netsuke

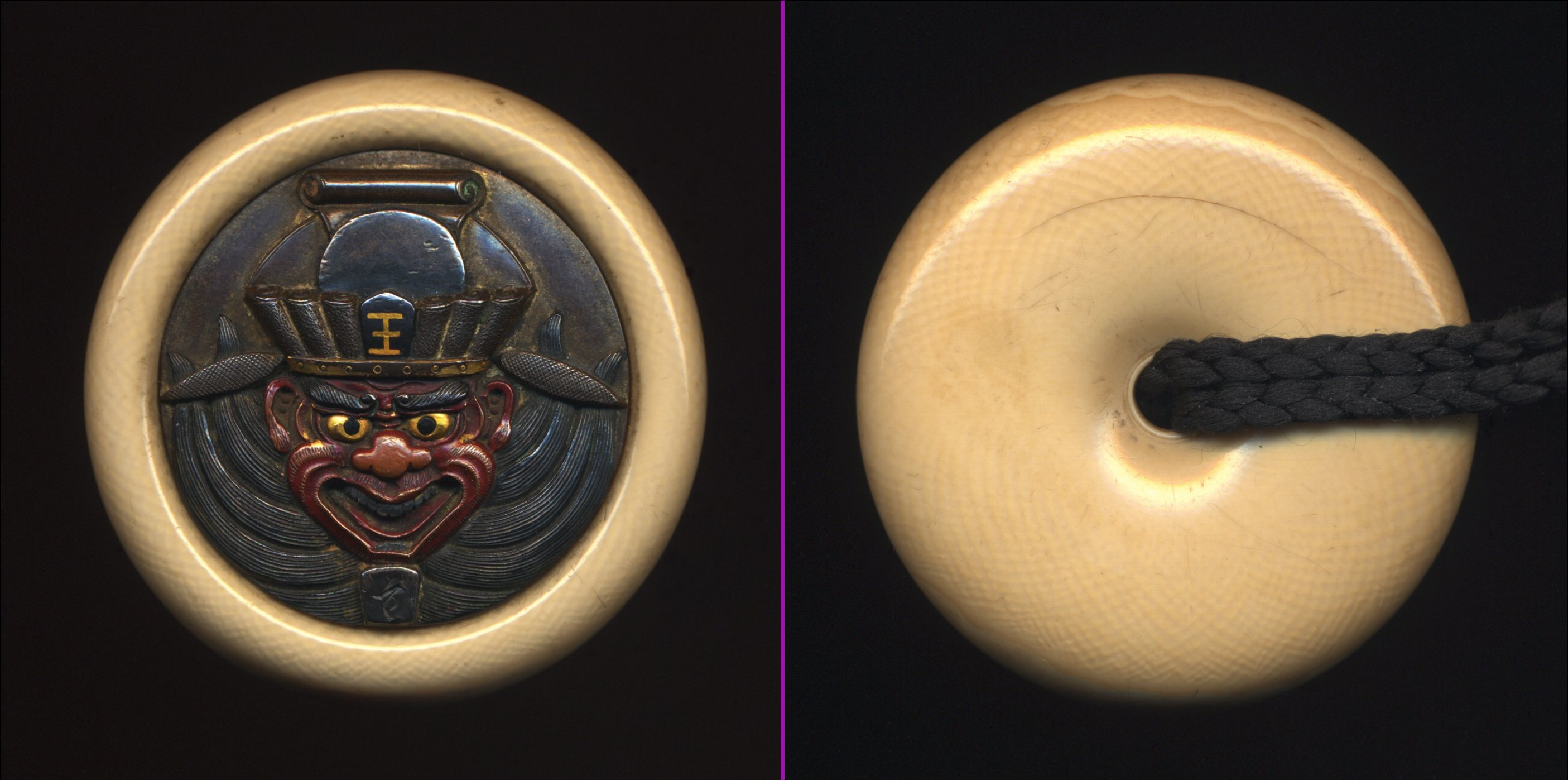
Kagamibuta Netsuke

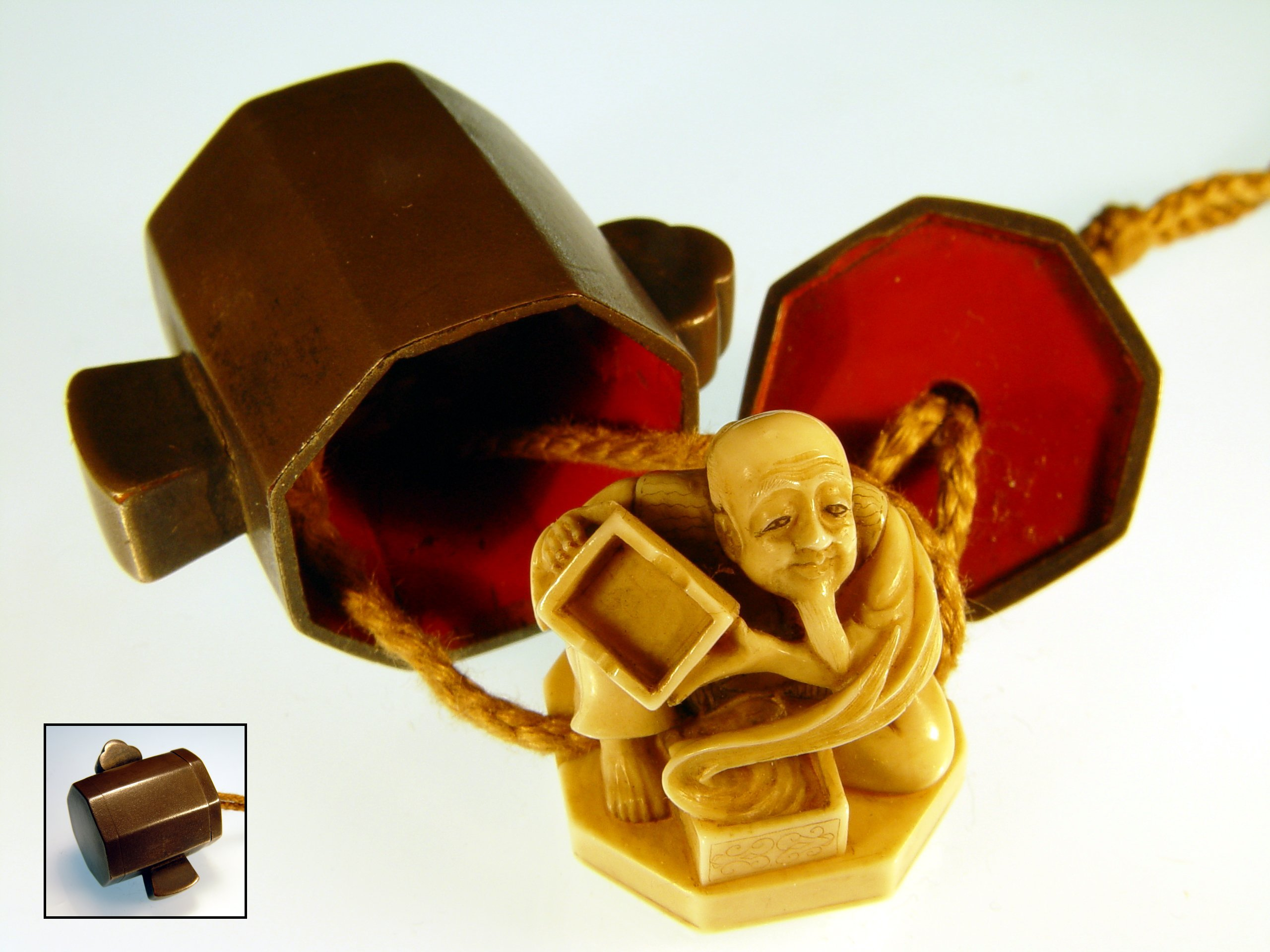
Trick Netsuke

Een netsuke (Japans: 根付, uitgesproken als nets'ke, de laatste e uitgesproken als de e in het Spaanse que) is een met de hand gesneden gordelknoop. Deze 'knoop' kan van allerlei materialen zijn gemaakt. Het is maar net wat de maker vaak voorhanden had.
Omdat een traditionele kimono geen zakken had moest er een oplossing worden gezocht om toch persoonlijke bezittingen mee te kunnen nemen. De vrouwen konden hun weinige attributen in hun mouwen stoppen. Bij de mannen gaf dat problemen. Ze hadden te veel en te grote items die ze mee moesten dragen. Daarom werd alles aan koorden (himo) gehangen zodat die naast het lichaam bungelden. De koorden werden achter de riem (obi) doorgehaald en aan de bovenkant aan een netsuke vastgemaakt die weer over de obi werd gehangen en ervoor zorgde dat de koorden niet achter de obi door gleden.
De mannen droegen heel wat attributen met zich mee. Dat kon een eetstokjeshouder zijn (hashi-ire), of een vuursteenslag (hiuchi bukuro) om onderweg vuur te kunnen maken. Verder was er nog de inro: een doosje dat uit verschillende in elkaar passende vakjes bestond om medicijnen, kruiden, thee of een lakstempel in te vervoeren. Vaak waren deze in aantrekkelijke vormen en figuren gesneden. De inro werd bij elkaar gehouden door een schuifkraal (ojime) die naar boven geschoven kon worden om de doosjes te openen en naar beneden om ze weer te sluiten. Vaak had de drager ook een schrijfgerei (yatate) mee. Het was in die tijd de gewoonte dat welgestelden onderweg gedichten schreven over wat ze zagen. Tot slot kon er nog een tabaksbuidel (tabakoire) en een pijpenhouder (kiserutsu) bijgevoegd worden. Al hadden de echte rijken daar een aparte drager voor die de pijp voor zijn meester en de gasten verzorgde en aanstak.
De netsuke, inro en ojime moesten altijd perfect op elkaar zijn afgesteld. Ze vormden als het ware een drie-eenheid. Het materiaal moest goed bij elkaar passen. Een metalen netsuke zou nooit bij een lak inro worden gehangen. Het zou de lak immers beschadigen. De ojime was vaak gemaakt van bloedkoraal omdat men dacht dat deze kapot zou splijten als het in de buurt van vergif zou komen. Soms had men dus een prachtig bewerkte inro met een foeilelijke ojime.
De voorstelling van de netsuke had een diepere betekenis. Meestal droeg de drager er een van zijn geboortejaar, b.v. het 'jaar van de aap'. Maar het kon ook een netsuke zijn van het huidige jaar, van een heilige, beschermheer of een met een diepere betekenis zoals erotische netsukes.
Het materiaal kon van alles zijn. Zo zal een houthakker meestal hout gebruiken, een visser zal er een van visbeen maken, maar het konden ook heel kleine netsuke zijn, gemaakt van pruimen- of kersenpitten. Wel waren er netsukesi (netsuke snijders) die alleen het fijnste en duurste materiaal gebruikten. Dat was meestal ivoor of een dure houtsoort. Zeldzaam zijn de netsukes die van edelsteen zijn gemaakt.
Een netsuke moet aan eisen voldoen om netsuke te mogen zijn. Ze moeten goed in een hand passen zonder scherpe uiteinden. Ze moeten in een gesloten handpalm passen. Verder moeten er de koordgaten (himo toshi) in zitten waardoor de koorden (himo) worden gehaald. Aan het einde hing dan b.v. de inro. Wanneer de netsuke onder de gordel was bevestigd en de attributen werden eraan gehangen, moest de netsuke in deze positie blijven hangen en niet scheef getrokken kunnen worden. De mooie voorkant moest immers voor iedereen te zien zijn. De achterkant was eveneens mooi uitgesneden en afgewerkt.
In deze moderne tijd worden netsukes bijna niet meer gedragen. Heel af en toe bij zeer officiële gelegenheden en soms dragen sumo-worstelaars ze nog. Maar de netsuke is steeds meer een verzamelobject geworden dat vooral in Europa driftig verzameld wordt.